# Opius sybille
Opius sybille är en stekelart som beskrevs av Fischer 1970. Opius sybille ingår i släktet Opius och familjen bracksteklar. Inga underarter finns listade i Catalogue of Life.